# Big Boys
I Big Boys sono stati uno dei gruppi pionieri dell'hardcore punk, si sono formati nel 1979 ad Austin, in Texas.
Gli spettacoli dei Big Boys erano leggendari, vi erano frequentemente delle "food fight", 'Biscuit' vestito con un tutu o mascherato e inviti al pubblico per salire e cantare. Alla fine degli shows urlavano, " OK andate a casa a formare la vostra band". Ai Big Boys è anche attribuita l'introduzione di elementi funk insieme all'hardcore, innovazione che influirà su band successive come i Red Hot Chili Peppers.
Furono anche una delle prime band ad occuparsi della scena skate punk, apparendo anche su alcune riviste dedicate allo skateboard.
Dopo uno show ad Austin, si crea una spaccatura all'interno della band, soprattutto tra Biscuit e Chris, il bassista che porterà allo scioglimento della band. Dopo lo scioglimento, Biscuit e Chris non si parleranno mai più.
Dopo lo scioglimento, Randy 'Biscuit' Turner ha suonato in The Slurpees, Cargo Cult, e Swine King, fu trovato morto a casa sua in seguito a complicazioni dovute all'Epatite C il 18 agosto 2005.
Il chitarrista Tim Kerr ha suonato in molte band, tra cui Poison 13, Bad Mutha Goose, Monkeywrench, Jack O Fire, Lord High Fixers e, dal 2004, The Total Sound Group.
Il bassista Chris Gates ha suonato con Poison 13, Junkyard e Charter Bulldogs.
L'ultimo batterista, Rey Washam ha suonato con Jerry's Kids, Scratch Acid, Rapeman e Ministry.

## Formazione

### Ultima formazione
- Randy 'Biscuit' Turner - voce
- Tim Kerr - chitarra
- Chris Gates - basso
- Rey Washam - batteria

### Ex componenti
- Steve Collier - batteria
- Greg Murray - batteria
- Fred Shultz - batteria

## Discografia
Album studio
- 1981 - Where's My Towel/Industry Standard
- 1983 - Lullabies Help the Brain Grow
- 1984 - No Matter How Long the Line Is at the Cafeteria, There's Always a Seat

Live
- 1980 - Live at Raul's Club